# مسجد السلطان أبو العلا
مسجد السلطان أبو العلا من أشهر معالم حي بولاق أبو العلا بمدينة القاهرة. يعد المسجد ذو قيمة بسبب قِدمه وتاريخه العريق؛ حيث شهد عصورًا وأزمنة مختلفة. ونسب هذا المسجد إلى الشيخ الصالح حسين أبى على.. المكني بأبى العلا، صاحب الكرامات والمكاشفات على ما يصفه به الصوفيون الذين أطنبوا وبالغوا في كرماته.

## تاريخ إنشائه
سكن الشيخ أبي العلا في خلوة بزاوية بالقرب من النيل في القرن التاسع الهجري (الخامس عشر الميلادي)، وكان للناس فيه اعتقاد، فكثر مريدوه ومعتقدوه. وكان من بينهم التاجر الكبير الخواجة نور الدين على ابن محمد بن القنيش البرلسى. فطلب منه الشيخ أن يجدد زاويته وخلوته التي كان يتعبد فيها. فصدع بالأمر وأنشأ هذا المسجد. وألحق به قبة دفن فيها الشيخ أبو العلا حينما توفى سنة 890ه 1486م.
أنشئ المسجد في هذا الزمان وهو عصر ازدهرت فيه العمارة الإسلامية. والغالب في تصميمه وقتها أنه كان على طراز مدرسة ذات الأربعة إيوانات متعامدة غنية بالنقوش والكتابات. كماتنبئ بقاياها القديمة. وتنحصر في الباب البحرى مع قسم من الوجهة البحرية والشرقية والقبة والمنارة والمنبر والباب العمومى له مبنى من الحجر ومكتوب عليه قوله تعالى «وما تفعلوا من خير. فان الله به عليم».

## نجارة المسجد
أما نجارة المسجد فقد كانت على جانب عظيم من الأهمية.. ولم يبق منها إلا المنبر الذي لا شك في أنه فخر المنابر الإسلامية في دولة المماليك الجراكسة. فقد طعمت حشواته بالسن والزرنشان. وامتازت جوانبه وأبوابه بتقاسيم فريدة وخاصة في دائرته الكبرى. ومما زاد في أهميته اشتماله على اسم صانعه المكتوب على باب المقدم بما نصه «نجارة العبد الفقير إلى الله تعالى الراجى عفوربه الكريم «على بن طنين» بمقام سيدى حسين أبو على.. نفعنا الله».
وقد أجريت على هذا المسجد عدة إصلاحات في عصور مختلفة، ودفن به غير واحد من العلماء منهم الشيخ «أحمد الكعكى» المتوفى في سنة 952ه - 1545م. والشيخ «عبيد» والشيخ «على حكشة» المتوفى سنة 1271ه - 1854م. والشيخ «مصطفى البولاقى» المتوفى سنة 1263ه - 1846م.

## معرض صور

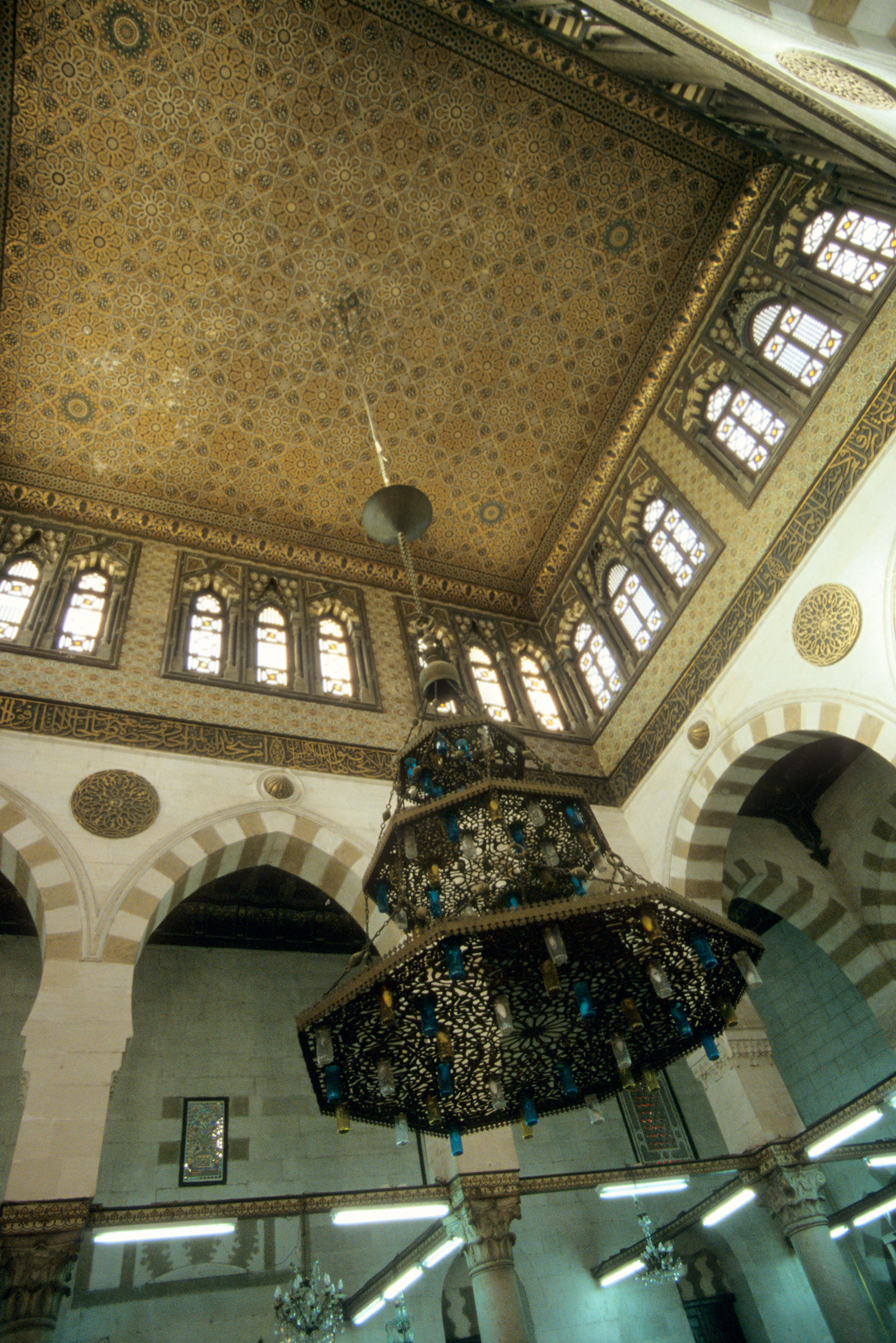
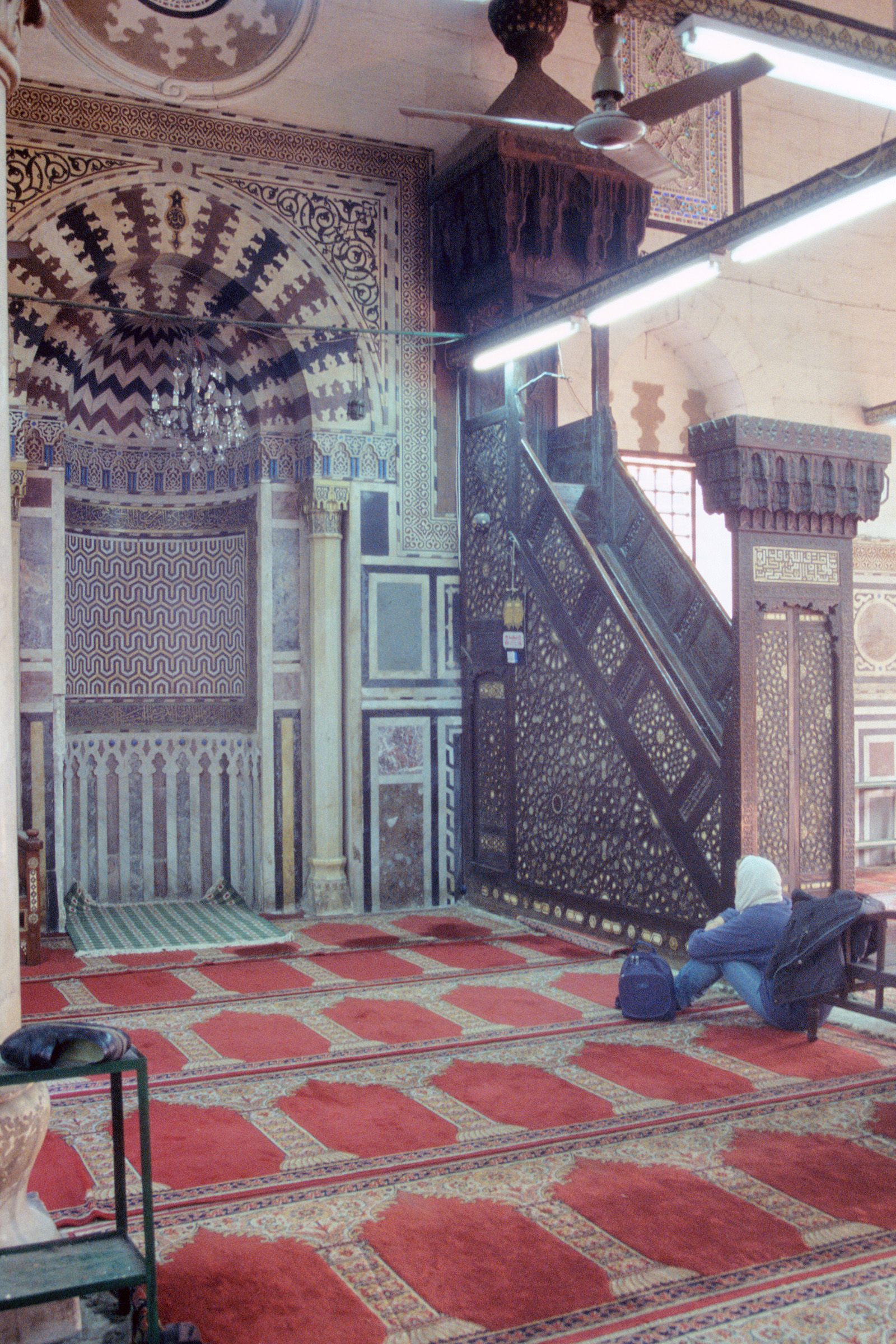
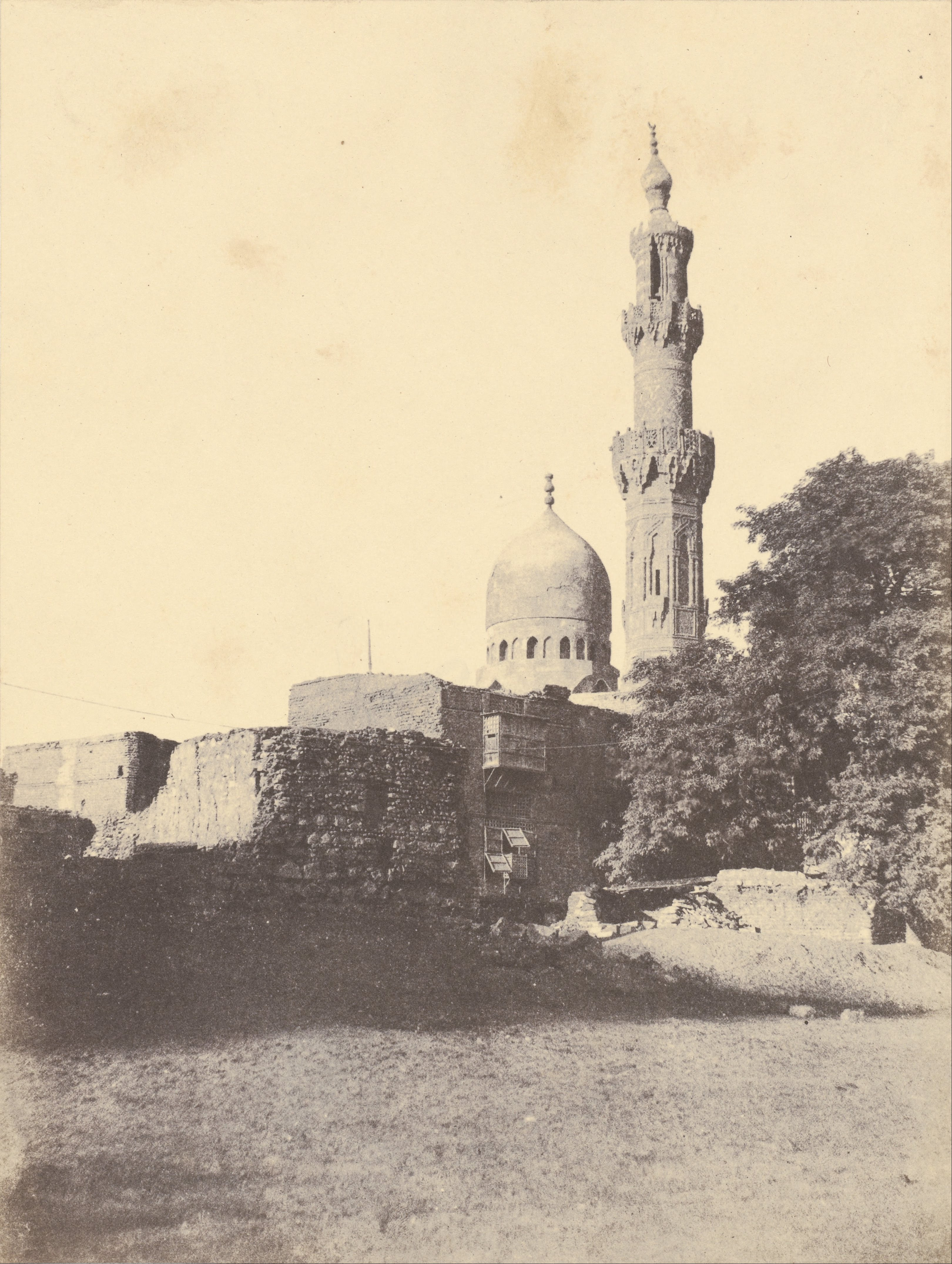
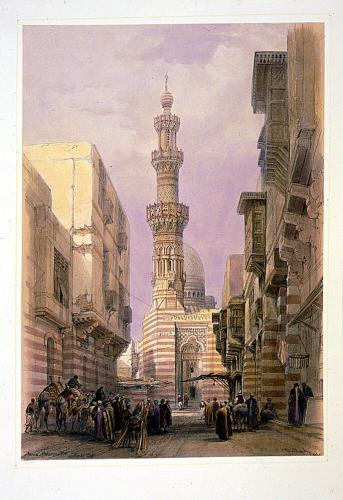